# Chesús Bernal
Chesús Gregorio Bernal Bernal (Valtorres, Zaragoza, 8 de enero de 1960-Zaragoza, 22 de marzo de 2019) fue un político español de ideología nacionalista aragonesa progresista. Fundador de Chunta Aragonesista (CHA), en la que desempeñó cargos de representación pública institucional y de dirección orgánica tanto dentro como fuera de Aragón.

## Biografía
Chesús Bernal nació en la localidad de Valtorres (Comunidad de Calatayud), provincia de Zaragoza. Doctor en Filología Románica, fue profesor titular de la Universidad de Zaragoza. También fue autor de publicaciones especializadas en cuestiones literarias, filológicas, lingüísticas y socioculturales, de la que cabe destacar el Diccionario aragonés (Rolde, 1999) junto a Francho Nagore. Era miembro del Rolde de Estudios Aragoneses (REA) y del Consello d'a Fabla Aragonesa (CFA).
Fue Secretario General de Chunta Aragonesista (CHA), desde su fundación en 1986 hasta 1998. Desde entonces y hasta 2012 ejerció como Secretario de Política Institucional y como Vicesecretario General de CHA.
Fue diputado en las Cortes de Aragón por Zaragoza entre la IV y la VII Legislatura (1995-2011), siendo el Portavoz de su Grupo Parlamentario durante dichas legislaturas.
En enero de 2018, fue nombrado director de los Cursos Extraordinarios de la Universidad de Zaragoza.
El 22 de marzo de 2019, falleció en Zaragoza debido a un cáncer de páncreas.